# روكاكاسالي
روكاكاسالي (بالإيطالية: Roccacasale)‏ هي بلدية في مقاطعة لاكويلا في إقليم أبروتسو الإيطالي.

## السكان
في سنة 1861 بلغ عدد السكان 1٬777 نسمة، وتطور العدد ليصل في سنة 2011 لـ 724 نسمة.
يظهر هذا المخطط البياني تطور النمو السكاني لـ روكاكاسالي